# درونز (ألبوم)
ألبوم درونز (بالإنجليزية: Drones)‏ هو سابع ألبوم موسيقي استيودهي أنتجته فرقة موسيقى الروك الإنكليزية ميوز (Muse). صدرَ الألبوم في أوروبا يوم 5 يونيو 2015، وفي بريطانيا يوم 8 يونيو من خلال تسجيلات وارنر بروس وهيليوم-3.
درونز هو ألبوم ذو قصّة، يتابعُ حكاية جنديّ يغسلُ مخّه ليتحول إلى «درون بشري» (طائرة بدون طيار) ومن ثمَّ ليتمرَّد ويسيطرَ على نفسه. عادت فرقة ميوز في هذا الألبوم إلى موسيقى الروك بعد إصدارها لعِدَّة ألبومات سابقةٍ من الموسيقى الإلكترونية والأوركسترالية، وقد سُجِّلَ الألبوم بين 3 أكتوبر 2014 إلى 1 أبريل 2015 في استوديوهات Warehouse بمدينة فانكوفر في كولومبيا البريطانية (كندا)، وكانَ إنتاجاً مشتركاً بين فرقة ميوز والمُنتِج روبرت جون لانغ.
تلقَّى الألبوم مراجعاتٍ متفاوتة، فقد مدحهُ الكثير من النُقَّاد لبراعته في مزجِ الآلات الموسيقية، بينما انتقده آخرون لقصَّته وكلماته. احتلَّ الألبوم المركز الأول في اللائحة الأسبوعية للألبومات الأعلى مبيعا في المملكة المتحدة (وهو خامس ألبومٍ على التوالي من فرقة ميوز يحظى بهذا المركز)، فضلاً عن قائمة بيلبورد 200 في الولايات المتحدة وفي دولٍ أخرى. باعَ ألبوم درونز أكثر من مائة مليون نسخة حول العالم خلال عام 2015 وحده، ممَّا يضعهُ في المركز 19 بين الألبومات الأكثر مبيعاً عالمياً لذلك العام. فازَ الألبوم أيضاً بجائزة غرامي لأفضل ألبوم روك في حفل توزيع جوائز الغرامي الثامن والخمسين.

## روابط خارجية
- درونز على موقع ميتاكريتيك (الإنجليزية)
- درونز على موقع أول موفي (الإنجليزية)